# Once Upon a Brothers Grimm

Once Upon a Brothers Grimm (1977) es un musical infantil de fantasía dirigido por Norman Campbell. Sigue el recorrido de los Hermanos Grimm en su camino hacia el palacio del Rey, con sus cuentos de hadas. Fue producido para la televisión. Ganado dos premios Emmy's en 1978, y fue nominado para otros tres.

## Sinopsis
Jakob y Wilhelm Grimm están viajando hacia el palacio del rey, para presentarle sus cuentos de hadas. El cochero rehusó llevarlos a ellos a través del bosque, porque se dice que está encantado. Para no perder su audiencia con el rey, los hermanos Grimm le compran el carruaje al cochero y viajan a través del bosque solos. En medio de la magia de los árboles del bosque, los hermanos comienzan a encontrar una amplia gama de personajes que aparecen en los cuentos de hadas incluyendo a Blanca Nieves, la bella durmiente entre muchos otros.

## Lista de los cuentos de hadas de los hermanos Grimm a los que se hace referencia en la película
- Blanca Nieves
- La bella durmiente
- Los músicos de Bremen
- El Ganso de los Huevos de Oro
- Hansel y Gretel
- Caperucita roja
- Rumpelstiltskin
- Los seis cisnes
- Las doce princesas bailarinas
- El príncipe sapo
- Cenicienta

## Reparto
- Dean Jones como Jakob Grimm.
- Paul Sand como Wilhelm Grimm.
- Arte Johnson como Egoísta.
- Terri Garr as Princesa en "El príncipe sapo".
- Ruth Buzzi as Reina Astrid.

## Premios
Once Upon a Brothers Grimm fue nominada para 5 premios EMMY en 1978 y ganó dos de ellos.

### Ganó
- Logro Individual en Programación para niños (Bill Hargate, diseño de vestuario)
- Logro Individual en Programación para niños (Robert Checchi, set decorator; Ken Johnson, director de arte)

### Nominaciones
- Logro Individual en Programación para niños (Larry Abbott, maquillaje; Tommy Cole, maquillaje; Michael G. Westmore, maquillaje)
- Logro Individual en Programación para niños (Jerry Greene, editor de vídeo)
- Progrmación especial para niños.